# Корчів (городище)
Корчів (Корчев) — середньовічне місто, що розташовувалося на території сучасної Керчі (АР Крим) в IX—XIII ст. Городище розташоване від моря до підніжжя гори Мітридат, охоплюючи територію сучасної площі Леніна. Давньоруське городище літописного міста Корчів IX—XIII століття — пам'ятка археології національного значення (охоронний № 010016-Н).

## Згадки в письмових джерелах
Візантійський історик Х століття Лев Диякон згадує Тмутороканське князівство в контексті походів київського князя Святослава Ігоровича, використовуючи давню історичну назву цих територій — Боспор Кімерійський. Менш вірогідною дослідники вважають згадку в слов'янській редакції «Житія Стефана Сурозького», візантійського агіографічного твору XV століття:

| По смерти же святаго мало лѣтъ миноу, пріиде рать велика роусскаа изъ Новаграда – князь Бравлинъ силенъ зѣло, плѣни отъ Корсоуня и до Корча, съ многою силою пріиде кь Соурожу.[3] |
Найвідоміша згадка Корчева — це напис на так званому «Тмутороканському камені», що знайдений 1792 року поблизу Тамані. Ця знахідка дозволила припустити, що Корчев і Тамань були двома найбільшими містами Тмутороканського князівства.

## Археологічні дослідження Корчева
На сьогодні найголовнішими доказами присутності Київської Русі на території Керченського півострова є археологічні знахідки. Відомо про свинцеву печатку з ім'ям боярина Ратибора, що з 1079 до 1081 року виконував обов'язки посадника великого князя Всеволода Ярославича. Печатку було знайдено поблизу фортеці Єнікале. Чотири схожі печатки знайдено також у Києві, на Таманському півострові та біля Севастополя.
Відомо про монети Тмутороканського князівства, які чеканилися на зразок візантійських.
Комплексного археологічного дослідження середньовічного Корчева не проводилося.
Від центральної частини колишнього Корчева (неподалік підніжжя гори Мітридат на березі Керченської протоки) збереглася церква Іоанна Предтечі – хрестово-купольний храм. Завдяки археологічним дослідженням В. Д. Блаватського 1934 року поряд із церквою відкрито пізньоантичні будівлі та вулиці, датовані III-IV століттями н.е., переважна більшість останніх зорієнтована в напрямку до храму.
В 1963—1964 роках Керченський історико-археологічний заповідник разом із І. Б. Зеєстом, А. Л. Якобсоном та Т. І. Макаровою проводили розкопки на місці колишньої ринкової площі. За 25-30 метрів від храму Іоанна Предтечі було знято шар землі площиною 400 кв. м. й отримано низку безперервних п'ятиметрових нашарувань різних періодів часу.